# Galion (Dominica)

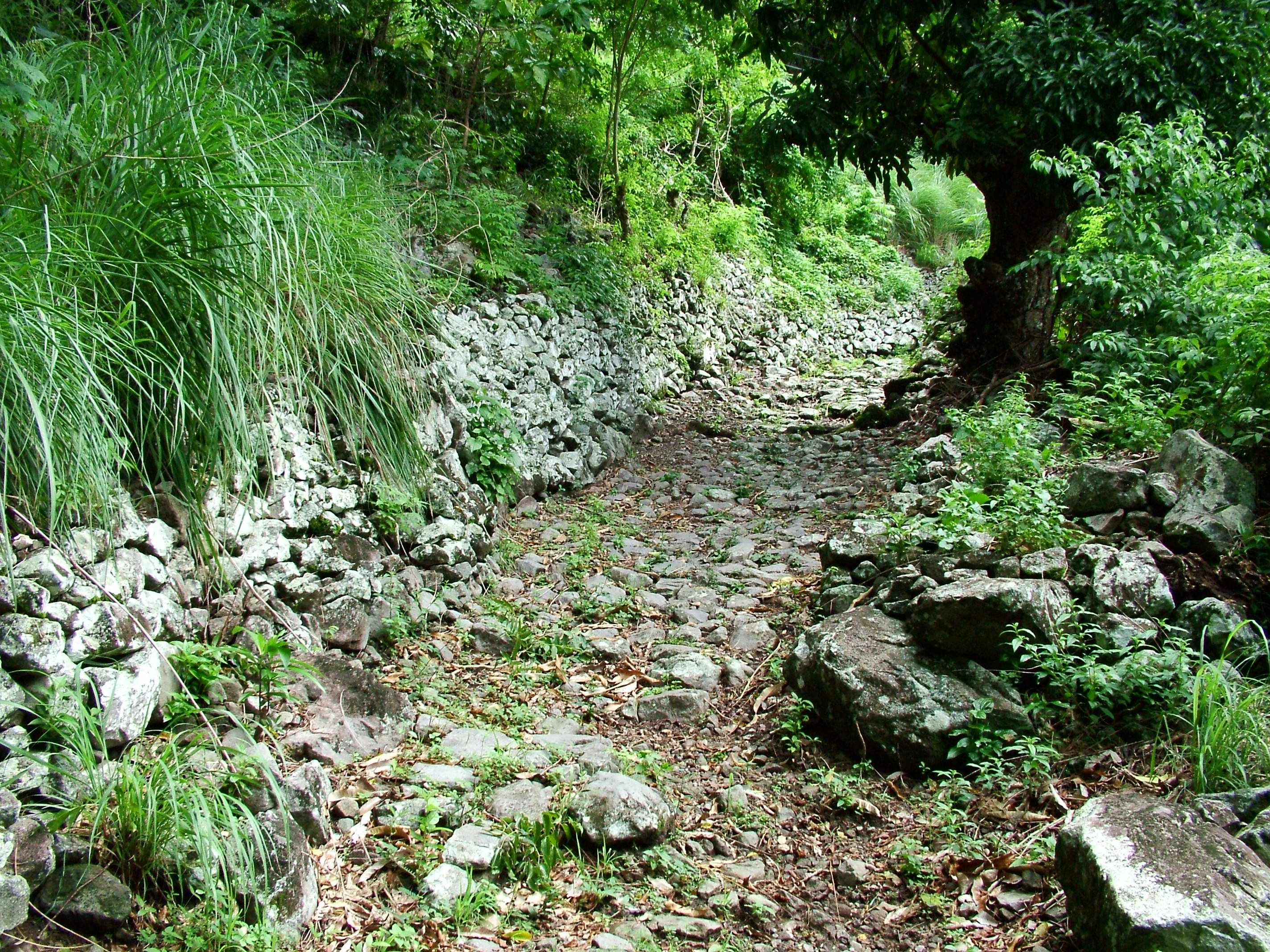
Steinweg in Galion

Galion ist ein Ort im Südwesten von Dominica. Die Gemeinde hatte im Jahr 2011 147 Einwohner. Galion liegt im Parish Saint Mark.

## Geographische Lage
Galion liegt nördlich von Scotts Head und südlich von Soufrière.